# Kanton Saint-Dizier-2
Der Kanton Saint-Dizier-2 ist seit 2015 ein französischer Wahlkreis im Arrondissement Saint-Dizier im Département Haute-Marne in der Region Grand Est. Sein Hauptort ist Saint-Dizier.

## Geschichte
Der Kanton wurde am 22. März 2015 im Rahmen der Neugliederung der Kantone neu geschaffen.

## Gemeinden
Der neue Kanton zählt (2022) 10.386 Einwohner in einer Gemeinde. Im Kanton Saint-Dizier-2 lebten 2013 11.659 der insgesamt 25.626 Bewohner der Stadt Saint-Dizier.

## Politik
Im 1. Wahlgang am 22. März 2015 erreichte keines der drei Kandidatenpaare die absolute Mehrheit. Bei der Stichwahl am 29. März 2015 gewann das Gespann Jean-Michel Feuillet/Élisabeth Robert-Dehault (beide UMP) gegen Magali Dubois/Jean-Claude Magnier (beide FN) mit einem Stimmenanteil von 63,15 % (Wahlbeteiligung:44,73 %).
| Vertreter im Departementrat des Départements | Vertreter im Departementrat des Départements  | Vertreter im Departementrat des Départements |
| Amtszeit                                     | Name                                          | Partei                                       |
| -------------------------------------------- | --------------------------------------------- | -------------------------------------------- |
| 2015–                                        | Jean-Michel Feuillet Élisabeth Robert-Dehault | UMP                                          |